# Deronectes algibensis
Deronectes algibensis är en skalbaggsart som beskrevs av Hans Fery och Javier Fresneda 1988. Deronectes algibensis ingår i släktet Deronectes och familjen dykare. Inga underarter finns listade i Catalogue of Life.